# 迪金森 (紐約州)
迪金森（英語：Dickinson）是一個位於美國紐約州富蘭克林縣的鎮。

## 人口
根據2020年美國人口普查的數據，迪金森的面積為114.77平方千米，當中陸地面積為114.54平方千米，而水域面積為0.23平方千米。當地共有人口1031人，而人口密度為每平方千米9人。